# David Schwimmer
David Lawrence Schwimmer (Queens, Nova Iorque, em 2 de novembro de 1966) é um ator e diretor norte-americano, popularmente conhecido por interpretar o personagem Ross Geller na série de televisão Friends.
Foi criado em Los Angeles, onde entrou em um colégio de drama. Depois de concluído o curso, um de seus instrutores o encorajou a entrar em um programa de verão da universidade Northwestern, em Chicago. Com mais sete graduados em Northwestern, em Chicago, monta a Companhia de Teatro de Chicago Lookingglass. Em 1993, Schwimmer começou a atuar na TV no programa Monty. Seus outros programas na TV incluem séries como NYPD Blue, Blossom e The Single Guy. Seu papel mais famoso é Ross Geller, em Friends. Por este personagem foi indicado ao Emmy de melhor ator coadjuvante em série de comédia em 1995. Dirigiu alguns episódios deste programa, e também dirigiu o seriado "Joey" de seu amigo de "Friends", Matt LeBlanc. Outro papel de destaque foi o Capt. Sobel, na minissérie Band of Brothers.
Em 20 de março de 2024, Schwimmer foi anunciado como o protagonista da segunda temporada de Goosebumps, série de terror sobrenatural do Disney+.

## Biografia
Criado em Los Angeles, Schwimmer foi encorajado por um professor secundário a fazer um curso de artes dramáticas na Northwestern University, durante as férias escolares. Inspirado pelo curso, retornou à Northwestern University e formou-se em teatro/oratória. Em 1988, junto com outros sete graduandos da Northwestern, ele co-fundou o grupo de teatro "Lookingglass Theatre Company", em Chicago. É pai de Cleo, nascida dia 8 de maio de 2012, de seu relacionamento com a fotógrafa Zoë Buckman [en]. Em abril de 2017, decidiram se distanciar temporariamente (time apart), para decidir o futuro de seu casamento. Pediram "apoio e respeito pela sua privacidade enquanto continuam a trajetória neste novo capítulo para a família".

## Filmografia

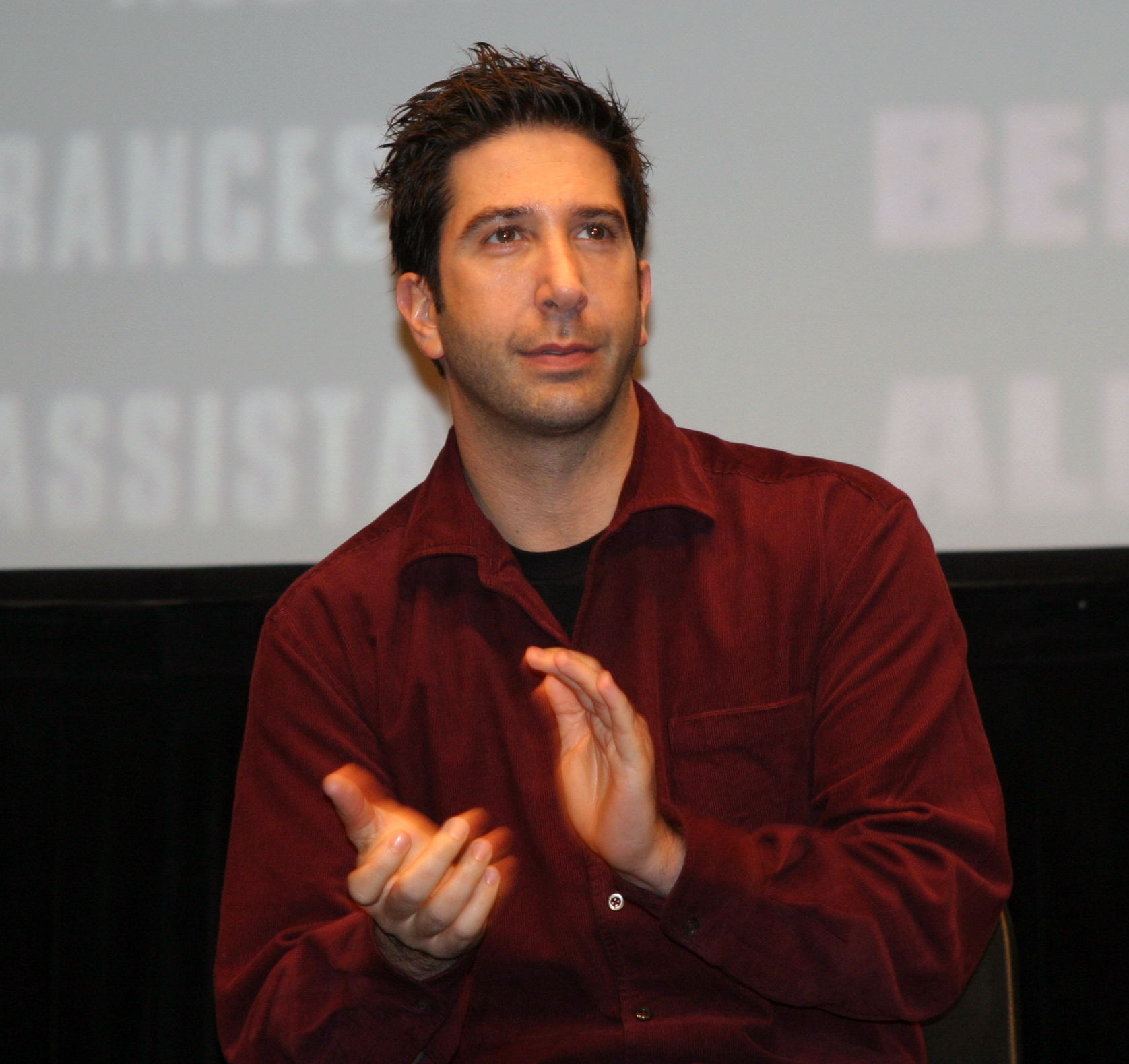
Schwimmer em 2007.

### Filmes
| Ano  | Filme                       | Personagem          | Notas                        |
| ---- | --------------------------- | ------------------- | ---------------------------- |
| 1988 | Biloxi Blues                | Soldado no Trem     |                              |
| 1991 | Flight of the Intruder      | Duty Officer        |                              |
| 1992 | Crossing the Bridge         | John Anderson       |                              |
| 1993 | Twenty Bucks                | Neil Campbell       |                              |
| 1993 | The Waiter                  | Evil Waiter         |                              |
| 1993 | The Pitch                   | Vinnie              | Curta                        |
| 1994 | Lobo                        | Cop                 |                              |
| 1995 | The Party Favor             |                     | Curta                        |
| 1996 | The Pallbearer              | Tom Thompson        |                              |
| 1997 | Breast Men                  | Dr. Kevin Saunders  |                              |
| 1998 | The Thin Pink Line          | Kelly Goodish/J.T.  |                              |
| 1998 | Kissing a Fool              | Max Abbitt          |                              |
| 1998 | Six Days Seven Nights       | Frank Martin        |                              |
| 1998 | Apt Pupil                   | Edward French       |                              |
| 1999 | It's the Rage               | Chris               |                              |
| 2000 | Love & Sex                  | Jehovah's Witness   |                              |
| 2000 | Picking Up the Pieces       | Father Leo Jerome   |                              |
| 2001 | Hotel                       | Jonathan Danderfine |                              |
| 2001 | Uprising                    | Yitzhak Zuckerman   |                              |
| 2005 | Duane Hopwood               | Duane Hopwood       |                              |
| 2005 | Madagascar                  | Melman              | Voz                          |
| 2006 | Big Nothing                 | Charlie             |                              |
| 2007 | Run Fatboy Run              |                     | Diretor                      |
| 2008 | Madagascar: Escape 2 Africa | Melman              | Voice Role                   |
| 2008 | Nothing But the Truth       | Ray Armstrong       |                              |
| 2010 | Trust                       |                     | Diretor                      |
| 2012 | John Carter                 | Thark Warrior       |                              |
| 2012 | Madagascar 3                | Melman              | Voz                          |
| 2012 | The Iceman                  | Josh Rosenthal      |                              |
| 2013 | Madly Madagascar            | Melman              | Voz                          |
| 2019 | The Laundromat              | Matthew Quirk       |                              |
| 2021 | Friends: The Reunion        | Ross Geller         | Episódio especial de Friends |

### Televisão
| Ano       | Série                                     | Personagem            | Notas               |
| --------- | ----------------------------------------- | --------------------- | ------------------- |
| 1989      | A Deadly Silence                          | Robert 'Rob' Cuccio   | Telefilme           |
| 1991-1992 | The Wonder Years                          | Michael               | 4 episódios         |
| 1992-1993 | L.A. Law                                  | Dana Romney           | 5 episódios         |
| 1993      | NYPD Blue                                 | Josh '4B' Goldstein   | 4 episódios         |
| 1993      | Blossom                                   | Sonny Catalano        | 2 episódios         |
| 1994      | Monty                                     | Greg Richardson       |                     |
| 1994-2004 | Friends                                   | Ross Geller           | Elenco Fixo         |
| 1995      | The Single Guy                            | Dr. Ross Geller       | 1 episódio          |
| 1996      | ER                                        | Dr. Karubian          | 1 episódio          |
| 1998      | Since You've Been Gone                    | Robert S. Levitt      | Telefilme           |
| 2001      | Band of Brothers                          | Capitão Herbert Sobel | Minissérie          |
| 2004      | Curb Your Enthusiasm                      | Ele mesmo             | 3 episódios         |
| 2007      | 30 Rock                                   | Greenzo/Jared         | 1 episódio          |
| 2010      | iCarly                                    | Ele mesmo             | Nota: Apenas Citado |
| 2009      | Entourage                                 | Ele mesmo             | 1 episódio          |
| 2016      | American Crime Story                      | Robert Kardashian     | Minissérie          |
| 2016      | Feed the Beast                            | Tommy Moran           |                     |
| 2019      | Last Week Tonight with John Oliver        | Convidado             | 1 episódio          |
| 2020      | Intelligence (Série de TV britânica) [en] | Jerry Bernstein       | 2 temporadas        |